# Liste des matchs de l'équipe de Porto Rico de football par adversaire
Cette liste présente les matchs de l'équipe de Porto Rico de football par adversaire rencontré.
- Haut – A
- B
- C
- D
- E
- F
- G
- H
- I
- J
- K
- L
- M
- N
- O
- P
- Q
- R
- S
- T
- U
- V
- W
- X
- Y
- Z

## A

### Anguilla

#### Confrontations
Confrontations entre Porto Rico et Anguilla en matchs officiels :
|   | Date             | Lieu       | Match                 | Score | Compétition                                                                       |
| - | ---------------- | ---------- | --------------------- | ----- | --------------------------------------------------------------------------------- |
| 1 | 2 octobre 2010   | Bayamón    | Porto Rico - Anguilla | 3-1   | Qualification pour la Coupe caribéenne des nations 2010 (premier tour - groupe A) |
| 2 | 26 mars 2016     | The Valley | Anguilla - Porto Rico | 0-4   | Qualification pour la Coupe caribéenne des nations 2017 (premier tour - groupe 5) |
| 3 | 15 octobre 2019  | The Valley | Anguilla - Porto Rico | 2-3   | Ligue des nations de la CONCACAF 2019-2020 (Ligue C - gr. C)                      |
| 4 | 19 novembre 2019 | Bayamón    | Porto Rico - Anguilla | 3-0   | Ligue des nations de la CONCACAF 2019-2020 (Ligue C - gr. C)                      |

#### Bilan
Au 20 novembre 2019 :
- Total de matchs disputés : 4
- Victoires de Porto Rico : 4
- Matchs nuls : 0
- Victoires d'Anguilla : 0
- Total de buts marqués par Porto Rico : 13
- Total de buts marqués par Anguilla : 3

### Antigua-et-Barbuda
Confrontations entre Antigua-et-Barbuda et Porto Rico en matches officiels :
|   | Date           | Lieu         | Match                           | Score | Compétition                                                     |
| - | -------------- | ------------ | ------------------------------- | ----- | --------------------------------------------------------------- |
| 1 | 4 juin 2016    | Bayamón      | Porto Rico - Antigua-et-Barbuda | 2-1   | Éliminatoires de la Coupe caribéenne des nations 2017 (2e tour) |
| 2 | 8 octobre 2016 | Saint John's | Antigua-et-Barbuda - Porto Rico | 2-0   | Éliminatoires de la Coupe caribéenne des nations 2017 (3e tour) |

#### Bilan
Au 29 août 2018 :
- Total de matchs disputés : 8
- Victoires de Porto Rico : 0
- Matchs nuls : 1
- Victoires d'Antigua-et-Barbuda : 7
- Total de buts marqués par Porto Rico : 4
- Total de buts marqués par Antigua-et-Barbuda : 25

### Antilles néerlandaises

#### Confrontations
Confrontations entre Porto Rico et les Antilles néerlandaises en matchs officiels :
|   | Date           | Lieu      | Match                               | Score | Compétition                                                   |
| - | -------------- | --------- | ----------------------------------- | ----- | ------------------------------------------------------------- |
| 1 | 7 janvier 1959 | Caracas   | Antilles néerlandaises - Porto Rico | 15-0  | Jeux d’Amérique centrale et des Caraïbes de 1959 (tour final) |
| 2 | 17 août 1962   | Kingston  | Antilles néerlandaises - Porto Rico | 4-0   | Jeux d’Amérique centrale et des Caraïbes de 1962 (tour final) |
| 3 | 20 juin 1966   | San Juan  | Porto Rico - Antilles néerlandaises | 0-4   | Jeux d’Amérique centrale et des Caraïbes de 1966 (tour final) |
| 4 | 25 mai 1995    | La Havane | Porto Rico - Antilles néerlandaises | 2-2   | Coupe caribéenne des nations 1995 (qualifications)            |

#### Bilan
- Total de matchs disputés : 4
- Victoires de Porto Rico : 0
- Victoires des Antilles néerlandaises : 3
- Match nul : 1
- Total de buts marqués par Porto Rico : 2
- Total de buts marqués par les Antilles néerlandaises : 25

### Aruba

#### Confrontations
Confrontations entre Aruba et Porto Rico en matchs officiels :
|   | Date         | Lieu       | Match              | Score | Compétition                                                   |
| - | ------------ | ---------- | ------------------ | ----- | ------------------------------------------------------------- |
| 1 | 11 mars 2000 | Oranjestad | Aruba - Porto Rico | 4-2   | Qualifications pour la Coupe du monde 2002 (Caraïbes - gr. 1) |
| 2 | 18 mars 2000 | San Juan   | Porto Rico - Aruba | 2-2   | Qualifications pour la Coupe du monde 2002 (Caraïbes - gr. 1) |

#### Bilan
Au 29 août 2018 :
- Total de matchs disputés : 2
- Victoires d'Aruba : 1
- Victoires de Porto Rico : 0
- Matchs nuls : 1
- Total de buts marqués par Aruba : 6
- Total de buts marqués par Porto Rico : 4

## B

### Barbade

#### Confrontations
Confrontations entre la Barbade et Porto Rico en matchs officiels :
|   | Date            | Lieu           | Match                | Score | Compétition                                           |
| - | --------------- | -------------- | -------------------- | ----- | ----------------------------------------------------- |
| 1 | 8 mars 1974     | Saint-Domingue | Barbade - Porto Rico | 2-0   | Jeux d’Amérique centrale et des Caraïbes de 1974      |
| 2 | 11 mars 1993    | Georgetown     | Porto Rico - Barbade | 1-0   | Coupe caribéenne des nations 1993 (tour préliminaire) |
| 3 | 23 janvier 1994 | Bridgetown     | Barbade - Porto Rico | 0-1   | Coupe caribéenne des nations 1994 (tour préliminaire) |

#### Bilan
Au 29 août 2018 :
- Total de matchs disputés : 3
- Victoires de la Barbade : 1
- Matchs nuls : 0
- Victoires de Porto Rico : 2
- Total de buts marqués par la Barbade : 2
- Total de buts marqués par Porto Rico : 2

### Belize

#### Confrontations
Confrontations entre le Belize et Porto Rico en matchs officiels :
|   | Date             | Lieu     | Match               | Score | Compétition                                                        |
| - | ---------------- | -------- | ------------------- | ----- | ------------------------------------------------------------------ |
| 1 | 16 novembre 2018 | Belmopan | Belize - Porto Rico | 1-0   | Ligue des nations de la CONCACAF 2019-2020 (tournoi de classement) |

#### Bilan
Au 30 novembre 2018 :
- Total de matchs disputés : 1
- Victoires du Belize : 1
- Matchs nuls : 0
- Victoires de Porto Rico : 0
- Total de buts marqués par le Belize : 1
- Total de buts marqués par Porto Rico : 0

### Bermudes
Confrontations entre les Bermudes et Porto Rico en matches officiels :
|   | Date             | Lieu           | Match                 | Score | Compétition                                        |
| - | ---------------- | -------------- | --------------------- | ----- | -------------------------------------------------- |
| 1 | 16 janvier 2008  | Hamilton       | Bermudes - Porto Rico | 0-2   | Match amical                                       |
| 2 | 18 janvier 2008  | Hamilton       | Bermudes - Porto Rico | 0-1   | Match amical                                       |
| 3 | 7 septembre 2012 | Port-au-Prince | Bermudes - Porto Rico | 1-2   | Coupe caribéenne des nations 2012 (qualifications) |
| 4 | 5 juin 2015      | Hamilton       | Bermudes - Porto Rico | 1-1   | Match amical                                       |

#### Bilan
Au 29 août 2018 :
- Total de matchs disputés : 4
- Victoires des Bermudes : 0
- Matchs nuls : 1
- Victoires de Porto Rico : 3
- Total de buts marqués par les Bermudes : 2
- Total de buts marqués par Porto Rico : 6

## C

### Canada

#### Confrontations
Confrontations entre le Canada et Porto Rico en matchs officiels :
|   | Date             | Lieu    | Match               | Score | Compétition                                                      |
| - | ---------------- | ------- | ------------------- | ----- | ---------------------------------------------------------------- |
| 1 | 6 septembre 2011 | Bayamón | Porto Rico - Canada | 0-3   | Éliminatoires de la Coupe du monde 2014 (zone CONCACAF, 2e tour) |
| 2 | 11 octobre 2011  | Toronto | Canada - Porto Rico | 0-0   | Éliminatoires de la Coupe du monde 2014 (zone CONCACAF, 2e tour) |
| 3 | 30 mars 2015     | Bayamón | Porto Rico - Canada | 0-3   | Match amical                                                     |

#### Bilan
Au 29 août 2018 :
- Total de matchs disputés : 3
- Victoires du Canada : 2
- Matchs nuls : 1
- Victoires de Porto Rico : 0
- Total de buts marqués par le Canada : 6
- Total de buts marqués par Porto Rico : 0

### Colombie

#### Confrontations
Confrontations entre Porto Rico et la Colombie en matchs officiels.
|   | Date             | Lieu         | Match                 | Score | Compétition                                   |
| - | ---------------- | ------------ | --------------------- | ----- | --------------------------------------------- |
| 1 | 16 décembre 1946 | Barranquilla | Colombie - Porto Rico | 4-1   | Jeux d'Amérique centrale et des Caraïbes 1946 |

#### Bilan
Au 29 août 2018 :
- Total de matchs disputés : 1
- Victoires de la Colombie : 1
- Victoires de Porto Rico : 0
- Matchs nuls : 0
- Total de buts marqués par la Colombie : 4
- Total de buts marqués par Porto Rico : 1

### Costa Rica

#### Confrontations
Confrontations en matchs officiels entre le Costa Rica et Porto Rico :
|   | Date             | Lieu         | Match                   | Score | Compétition                                                   |
| - | ---------------- | ------------ | ----------------------- | ----- | ------------------------------------------------------------- |
| 1 | 12 décembre 1946 | Barranquilla | Costa Rica - Porto Rico | 12-0  | Jeux d'Amérique centrale et des Caraïbes de 1946 (tour final) |
| 2 | 12 juillet 1979  | San Juan     | Porto Rico - Costa Rica | 0-4   | Match amical                                                  |

#### Bilan
Au 7 août 2018 :
- Total de matchs disputés : 2
- Victoires du Costa Rica : 2
- Matchs nuls : 0
- Victoires de Porto Rico : 0
- Total de buts marqués par le Costa Rica : 16
- Total de buts marqués par Porto Rico : 0

### Cuba

#### Confrontations
Confrontations entre Cuba et Porto Rico en matchs officiels, :
|   | Date             | Lieu           | Match             | Score | Compétition                                           |
| - | ---------------- | -------------- | ----------------- | ----- | ----------------------------------------------------- |
| 1 | 11 décembre 1940 |                | Cuba - Porto Rico | 1-1   | Match amical                                          |
| 2 | 26 janvier 1942  |                | Cuba - Porto Rico | 1-0   | Match amical                                          |
| 3 | 29 janvier 1942  |                | Cuba - Porto Rico | 1-0   | Match amical                                          |
| 4 | 6 décembre 1947  |                | Cuba - Porto Rico | 4-0   | Match amical                                          |
| 5 | 10 décembre 1947 |                | Cuba - Porto Rico | 0-0   | Match amical                                          |
| 6 | 27 mai 1995      | Saint-Domingue | Cuba - Porto Rico | 9-0   | Coupe caribéenne des nations 1995 (tour préliminaire) |

#### Bilan
Au 29 août 2018 :
- Total de matchs disputés : 6
- Victoires de Cuba : 4
- Matchs nuls : 2
- Victoires de Porto Rico : 0
- Total de buts marqués par Cuba : 16
- Total de buts marqués par Porto Rico : 1

### Curaçao

#### Confrontations
Confrontations entre Porto Rico et Curaçao en matches officiels :
|   | Date             | Lieu         | Match                | Score     | Compétition                                                      |
| - | ---------------- | ------------ | -------------------- | --------- | ---------------------------------------------------------------- |
| 1 | 21 décembre 1946 | Barranquilla | Curaçao - Porto Rico | 14-0      | Jeux d'Amérique centrale et des Caraïbes 1946                    |
| 2 | 3 septembre 2014 | Bayamón      | Porto Rico - Curaçao | 2-2       | Éliminatoires de la Coupe caribéenne des nations 2014 (1er tour) |
| 3 | 11 octobre 2016  | Bayamón      | Porto Rico - Curaçao | 2-4 a. p. | Éliminatoires de la Coupe caribéenne des nations 2017 (3e tour)  |

#### Bilan
Au 29 août 2018 :
- Total de matchs disputés : 3
- Victoires de Porto Rico : 0
- Matchs nuls : 1
- Victoires de Curaçao : 2
- Total de buts marqués par Porto Rico : 4
- Total de buts marqués par Curaçao : 20

## E

### Espagne

#### Confrontations
Confrontations entre Porto Rico et l'Espagne en matches officiels :
|   | Date         | Lieu    | Match                | Score | Compétition  |
| - | ------------ | ------- | -------------------- | ----- | ------------ |
| 1 | 15 août 2012 | Bayamón | Porto Rico - Espagne | 1-2   | Match amical |

#### Bilan
Au 29 août 2018 :
- Total de matchs disputés : 1
- Victoires de Porto Rico : 0
- Matchs nuls : 0
- Victoires de l'Espagne : 1
- Total de buts marqués par Porto Rico : 1
- Total de buts marqués par l'Espagne : 2

### États-Unis
Confrontations entre les États-Unis et Porto Rico en matches officiels :
|   | Date        | Lieu    | Match                   | Score | Compétition  |
| - | ----------- | ------- | ----------------------- | ----- | ------------ |
| 1 | 22 mai 2016 | Bayamón | Porto Rico - États-Unis | 1-3   | Match amical |

#### Bilan
Au 29 août 2018 :
- Total de matchs disputés : 1
- Victoires des États-Unis : 1
- Matchs nuls : 0
- Victoires de Porto Rico : 0
- Total de buts marqués par les États-Unis : 3
- Total de buts marqués par Porto Rico : 1

## G

### Grenade

#### Confrontations
Confrontations entre Porto Rico et la Grenade en matches officiels :
|   | Date             | Lieu          | Match                | Score           | Compétition                                                        |
| - | ---------------- | ------------- | -------------------- | --------------- | ------------------------------------------------------------------ |
| 1 | 25 janvier 1994  | Bridgetown    | Grenade - Porto Rico | 2-0 (beo)       | Coupe caribéenne des nations 1994 (tour préliminaire)              |
| 2 | 28 novembre 2004 | Arima         | Grenade - Porto Rico | 5-2             | Coupe caribéenne des nations 2005 (tour préliminaire)              |
| 3 | 22 octobre 2010  | Saint-Georges | Grenade - Porto Rico | 3-1             | Coupe caribéenne des nations 2010 (qualifications)                 |
| 4 | 7 septembre 2014 | Bayamón       | Porto Rico - Grenade | 2-2             | Éliminatoires de la Coupe caribéenne des nations 2014 (1er tour)   |
| 5 | 12 juin 2015     | Bayamón       | Porto Rico - Grenade | 1-0             | Éliminatoires de la Coupe du monde 2018 (zone CONCACAF, 2e tour)   |
| 6 | 16 juin 2015     | Saint-Georges | Grenade - Porto Rico | 2-0             | Éliminatoires de la Coupe du monde 2018 (zone CONCACAF, 2e tour)   |
| 7 | 1er juin 2016    | Saint-Georges | Grenade - Porto Rico | 3-3 (tab : 3-4) | Éliminatoires de la Coupe caribéenne des nations 2017 (2e tour)    |
| 8 | 24 mars 2019     | Bayamón       | Porto Rico - Grenade | 0-2             | Ligue des nations de la CONCACAF 2019-2020 (tournoi de classement) |

#### Bilan
Au 29 mars 2019 :
- Total de matchs disputés : 8
- Victoires de Porto Rico : 1
- Matchs nuls : 2
- Victoires de la Grenade : 5
- Total de buts marqués par Porto Rico : 9
- Total de buts marqués par la Grenade : 19

### Guadeloupe

#### Confrontations
Confrontations entre Porto Rico et la Guadeloupe en matches officiels :
|   | Date            | Lieu          | Match                   | Score | Compétition                                              |
| - | --------------- | ------------- | ----------------------- | ----- | -------------------------------------------------------- |
| 1 | 7 juillet 2002  | Baie-Mahault  | Guadeloupe - Porto Rico | 4-0   | Gold Cup 2003 (tournoi qualificatif Caraïbes) (1er tour) |
| 2 | 21 juillet 2002 | San Juan      | Porto Rico - Guadeloupe | 0-2   | Gold Cup 2003 (tournoi qualificatif Caraïbes) (1er tour) |
| 3 | 24 octobre 2010 | Saint-Georges | Guadeloupe - Porto Rico | 3-2   | Coupe caribéenne des nations 2010 (qualifications)       |
| 4 | 25 octobre 2012 | Les Abymes    | Guadeloupe - Porto Rico | 4-1   | Coupe caribéenne des nations 2012 (qualifications)       |

#### Bilan
Au 29 août 2018 :
- Total de matchs disputés : 4
- Victoires de Porto Rico : 0
- Matchs nuls : 0
- Victoires de la Guadeloupe : 4
- Total de buts marqués par Porto Rico : 3
- Total de buts marqués par la Guadeloupe : 13

### Guatemala

#### Confrontations
Confrontations en matchs officiels entre Porto Rico et le Guatemala :
|   | Date              | Lieu         | Match                  | Score | Compétition                                                  |
| - | ----------------- | ------------ | ---------------------- | ----- | ------------------------------------------------------------ |
| 1 | 19 décembre 1946  | Barranquilla | Guatemala - Porto Rico | 4-1   | Jeux d'Amérique centrale et des Caraïbes 1946                |
| 2 | 10 septembre 2019 | Bayamón      | Porto Rico - Guatemala | 0-5   | Ligue des nations de la CONCACAF 2019-2020 (Ligue C - gr. C) |
| 3 | 16 novembre 2019  | Guatemala    | Guatemala - Porto Rico | 5-0   | Ligue des nations de la CONCACAF 2019-2020 (Ligue C - gr. C) |

#### Bilan
Au 20 novembre 2019 :
- Total de matchs disputés : 3
- Victoires de Porto Rico : 0
- Match nul : 0
- Victoires du Guatemala : 3
- Total de buts marqués par Porto Rico : 1
- Total de buts marqués par le Guatemala : 14

### Guyana

#### Confrontations
Confrontations entre le Guyana et Porto Rico en matchs officiels :
|   | Date         | Lieu       | Match               | Score | Compétition                                                                 |
| - | ------------ | ---------- | ------------------- | ----- | --------------------------------------------------------------------------- |
| 1 | 12 mars 1993 | Georgetown | Guyana - Porto Rico | 0-2   | Coupe caribéenne des nations 1993 (tour préliminaire)                       |
| 2 | 29 mars 2016 | Bayamón    | Porto Rico - Guyana | 0-1   | Éliminatoires de la Coupe caribéenne des nations 2017 (1er tour - groupe 5) |

#### Bilan
Au 29 août 2018 :
- Total de matchs disputés : 2
- Victoires du Guyana : 1
- Matchs nuls : 0
- Victoires de Porto Rico : 1
- Total de buts marqués par le Guyana : 1
- Total de buts marqués par Porto Rico : 2

### Guyane française

#### Confrontations
Confrontations entre Porto Rico et la Guyane en matches officiels :
|   | Date             | Lieu    | Match                         | Score | Compétition                                                      |
| - | ---------------- | ------- | ----------------------------- | ----- | ---------------------------------------------------------------- |
| 1 | 5 septembre 2014 | Bayamón | Porto Rico - Guyane française | 1-2   | Éliminatoires de la Coupe caribéenne des nations 2014 (1er tour) |

#### Bilan
Au 29 août 2018 :
- Total de matchs disputés : 1
- Victoires de Porto Rico : 0
- Matchs nuls : 0
- Victoires de la Guyane : 1
- Total de buts marqués par Porto Rico : 1
- Total de buts marqués par la Guyane : 2

## H

### Haïti

#### Confrontations
Confrontations en matchs officiels entre Porto Rico et Haïti, :
|   | Date              | Lieu           | Match              | Score | Compétition                                               |
| - | ----------------- | -------------- | ------------------ | ----- | --------------------------------------------------------- |
| 1 | 15 avril 1972     | Port-au-Prince | Haïti - Porto Rico | 7-0   | Coupe des nations de la CONCACAF 1973 (tour préliminaire) |
| 2 | 23 avril 1972     | San Juan       | Porto Rico - Haïti | 0-5   | Coupe des nations de la CONCACAF 1973 (tour préliminaire) |
| 3 | 20 août 1978      | San Juan       | Porto Rico - Haïti | 1-1   | Coupe caribéenne des nations 1978 (tour préliminaire)     |
| 4 | 26 août 1978      | Port-au-Prince | Haïti - Porto Rico | 1-0   | Coupe caribéenne des nations 1978 (tour préliminaire)     |
| 5 | 7 mars 1991       | San Juan       | Porto Rico - Haïti | 2-3   | Coupe caribéenne des nations 1991 (tour préliminaire)     |
| 6 | 11 mars 1998      | Port-au-Prince | Haïti - Porto Rico | 4-0   | Coupe caribéenne des nations 1998 (tour préliminaire)     |
| 7 | 17 mars 1999      | Port-au-Prince | Haïti - Porto Rico | 2-0   | Coupe caribéenne des nations 1999 (tour préliminaire)     |
| 8 | 11 septembre 2012 | Port-au-Prince | Haïti - Porto Rico | 2-1   | Coupe caribéenne des nations 2012 (qualifications)        |

#### Bilan
Au 29 août 2018 :
- Total de matchs disputés : 8
- Victoires de Porto Rico : 0
- Matchs nuls : 1
- Victoires d'Haïti : 7
- Total de buts marqués par Porto Rico : 4
- Total de buts marqués par Haïti : 25

### Honduras

#### Confrontations
Confrontations entre le Honduras et Porto Rico en matchs officiels :
|   | Date             | Lieu           | Match                 | Score | Compétition                                                       |
| - | ---------------- | -------------- | --------------------- | ----- | ----------------------------------------------------------------- |
| 1 | 4 juin 2008      | San Pedro Sula | Honduras - Porto Rico | 4-0   | Éliminatoires de la Coupe du monde 2010 : zone CONCACAF (2e tour) |
| 2 | 14 juin 2008     | Bayamón        | Porto Rico - Honduras | 2-2   | Éliminatoires de la Coupe du monde 2010 : zone CONCACAF (2e tour) |
| 3 | 5 septembre 2019 | Tegucigalpa    | Honduras - Porto Rico | 4-0   | Match amical                                                      |

#### Bilan
Au 20 novembre 2019 :
- Total de matchs disputés : 3
- Victoires du Honduras : 2
- Matchs nuls : 1
- Victoires de Porto Rico : 0
- Total de buts marqués par le Honduras : 10
- Total de buts marqués par Porto Rico : 2

## I

### Îles Caïmans

#### Confrontations
Confrontations entre Porto Rico et les îles Caïmans :
|   | Date           | Lieu       | Match                     | Score | Compétition                                           |
| - | -------------- | ---------- | ------------------------- | ----- | ----------------------------------------------------- |
| 1 | 14 mars 1993   | Georgetown | Porto Rico - Îles Caïmans | 4-0   | Coupe caribéenne des nations 1993 (tour préliminaire) |
| 2 | 6 octobre 2010 | Bayamón    | Porto Rico - Îles Caïmans | 2-0   | Coupe caribéenne des nations 2010 (qualifications)    |

#### Bilan
Au 29 août 2018 :
- Total de matchs disputés : 2
- Victoires de Porto Rico : 2
- Matchs nuls : 0
- Victoires des îles Caïmans : 0
- Total de buts marqués par Porto Rico : 6
- Total de buts marqués par les îles Caïmans : 0

### Îles Vierges britanniques
Confrontations entre les îles Vierges britanniques et Porto Rico en matches officiels :
|   | Date            | Lieu           | Match                                  | Score | Compétition                                           |
| - | --------------- | -------------- | -------------------------------------- | ----- | ----------------------------------------------------- |
| 1 | 19 mars 1999    | Port-au-Prince | Porto Rico - Îles Vierges britanniques | 0-5   | Coupe caribéenne des nations 1999 (tour préliminaire) |
| 2 | 3 février 2001  | San Juan       | Porto Rico - Îles Vierges britanniques | 1-2   | Coupe caribéenne des nations 2001 (tour préliminaire) |
| 3 | 11 février 2001 | Road Town      | Îles Vierges britanniques - Porto Rico | 0-0   | Coupe caribéenne des nations 2001 (tour préliminaire) |

#### Bilan
Au 29 août 2018 :
- Total de matchs disputés : 3
- Victoires des îles Vierges britanniques : 2
- Matchs nuls : 1
- Victoires de Porto Rico : 0
- Total de buts marqués par les îles Vierges britanniques : 7
- Total de buts marqués par Porto Rico : 1

### Inde

#### Confrontations
Confrontations entre Porto Rico et l'Inde en matches officiels :
|   | Date             | Lieu   | Match             | Score | Compétition  |
| - | ---------------- | ------ | ----------------- | ----- | ------------ |
| 1 | 3 septembre 2016 | Bombay | Inde - Porto Rico | 4-1   | Match amical |

#### Bilan
Au 29 août 2018 :
- Total de matchs disputés : 1
- Victoires de Porto Rico : 0
- Matchs nuls : 0
- Victoires de l'Inde : 1
- Total de buts marqués par Porto Rico : 1
- Total de buts marqués par l'Inde : 4

### Indonésie

#### Confrontations
Confrontations entre Porto Rico et l'Indonésie en matches officiels :
|   | Date         | Lieu   | Match                  | Score | Compétition  |
| - | ------------ | ------ | ---------------------- | ----- | ------------ |
| 1 | 13 juin 2017 | Sleman | Indonésie - Porto Rico | 0-0   | Match amical |

#### Bilan
Au 29 août 2018 :
- Total de matchs disputés : 1
- Victoires de Porto Rico : 0
- Matchs nuls : 1
- Victoires de l'Indonésie : 0
- Total de buts marqués par Porto Rico : 0
- Total de buts marqués par l'Indonésie : 0

## J

### Jamaïque

#### Confrontations
Confrontations entre Porto Rico et la Jamaïque en matchs officiels, :
|   | Date        | Lieu        | Match                 | Score | Compétition                                                        |
| - | ----------- | ----------- | --------------------- | ----- | ------------------------------------------------------------------ |
| 1 | 12 mai 1988 | Kingston    | Jamaïque - Porto Rico | 1-0   | Coupe des nations de la CONCACAF 1989 (1er tour préliminaire)      |
| 2 | 29 mai 1988 | San Juan    | Porto Rico - Jamaïque | 1-2   | Coupe des nations de la CONCACAF 1989 (1er tour préliminaire)      |
| 3 | 23 mai 1992 | Kingston    | Jamaïque - Porto Rico | 2-1   | Éliminatoires de la Coupe du monde 1994 (zone CONCACAF - 1er tour) |
| 4 | 30 mai 1992 | Río Piedras | Porto Rico - Jamaïque | 0-1   | Éliminatoires de la Coupe du monde 1994 (zone CONCACAF - 1er tour) |
| 5 | 25 mai 1993 | Kingston    | Jamaïque - Porto Rico | 1-0   | Coupe caribéenne des nations 1993 (gr. A)                          |

#### Bilan
Au 29 août 2018 :
- Total de matchs disputés : 5
- Victoires de Porto Rico : 0
- Matchs nuls : 0
- Victoires de la Jamaïque : 5
- Total de buts marqués par Porto Rico : 2
- Total de buts marqués par la Jamaïque : 7

## M

### Martinique

#### Confrontations
Confrontations entre Porto Rico et la Martinique en matches officiels :
|   | Date            | Lieu       | Match                   | Score | Compétition                                                        |
| - | --------------- | ---------- | ----------------------- | ----- | ------------------------------------------------------------------ |
| 1 | 23 octobre 2012 | Les Abymes | Martinique - Porto Rico | 2-1   | Coupe caribéenne des nations 2012 (qualifications)                 |
| 2 | 15 octobre 2018 | Bayamón    | Porto Rico - Martinique | 0-1   | Ligue des nations de la CONCACAF 2019-2020 (tournoi de classement) |

#### Bilan
Au 16 octobre 2018 :
- Total de matchs disputés : 2
- Victoires de Porto Rico : 0
- Matchs nuls : 0
- Victoires de la Martinique : 2
- Total de buts marqués par Porto Rico : 1
- Total de buts marqués par la Martinique : 3

## N

### Nicaragua

#### Confrontations
Confrontations entre le Nicaragua et Porto Rico en matches officiels :
|   | Date            | Lieu    | Match                  | Score | Compétition  |
| - | --------------- | ------- | ---------------------- | ----- | ------------ |
| 1 | 24 février 2012 | Managua | Nicaragua - Porto Rico | 1-0   | Match amical |
| 2 | 26 février 2012 | Managua | Nicaragua - Porto Rico | 4-1   | Match amical |
| 3 | 1er juin 2012   | Bayamón | Porto Rico - Nicaragua | 3-1   | Match amical |
| 4 | 3 juin 2012     | Bayamón | Porto Rico - Nicaragua | 1-1   | Match amical |

#### Bilan
- Total de matchs disputés : 4
- Victoires de Porto Rico : 1
- Match nul : 1
- Victoires du Nicaragua : 2
- Total de buts marqués par Porto Rico : 5
- Total de buts marqués par le Nicaragua : 7

## P

### Panama

#### Confrontations
Confrontations entre le Panama et Porto Rico en matchs officiels, :
|   | Date             | Lieu         | Match               | Score | Compétition                                   |
| - | ---------------- | ------------ | ------------------- | ----- | --------------------------------------------- |
| 1 | 13 décembre 1946 | Barranquilla | Panama - Porto Rico | 12-1  | Jeux d'Amérique centrale et des Caraïbes 1946 |
| 2 | 1er juin 1972    | San Juan     | Porto Rico - Panama | 0-0   | Match amical                                  |
| 3 | 14 décembre 1972 | Panama       | Panama - Porto Rico | 5-0   | Match amical                                  |
| 4 | 16 décembre 1972 | Panama       | Panama - Porto Rico | 0-1   | Match amical                                  |
| 5 | 14 mars 1974     | San Juan     | Porto Rico - Panama | 0-1   | Match amical                                  |

#### Bilan
Au 29 août 2018 :
- Total de matchs disputés : 5
- Victoires de Porto Rico : 1
- Matchs nuls : 1
- Victoires du Panama : 3
- Total de buts marqués par Porto Rico : 2
- Total de buts marqués par le Panama : 18

## R

### République dominicaine

#### Confrontations
Confrontations entre Porto Rico et la République dominicaine en matchs officiels,.
|    | Date            | Lieu           | Match                               | Score     | Compétition                                                        |
| -- | --------------- | -------------- | ----------------------------------- | --------- | ------------------------------------------------------------------ |
| 1  | 14 mai 1991     | San Juan       | Porto Rico - République dominicaine | 1-2       | Coupe caribéenne des nations 1991 (tour préliminaire)              |
| 2  | 21 mars 1992    | Saint-Domingue | République dominicaine - Porto Rico | 1-2       | Éliminatoires de la Coupe du monde 1994 (zone CONCACAF - 1er tour) |
| 3  | 28 mars 1992    | San Juan       | Porto Rico - République dominicaine | 1-1       | Éliminatoires de la Coupe du monde 1994 (zone CONCACAF - 1er tour) |
| 4  | 23 mai 1995     | Saint-Domingue | République dominicaine - Porto Rico | 3-1       | Coupe caribéenne des nations 1995 (tour préliminaire)              |
| 5  | 13 mars 1998    | Port-au-Prince | République dominicaine - Porto Rico | 3-1       | Coupe caribéenne des nations 1998 (tour préliminaire)              |
| 6  | 21 mars 1999    | Port-au-Prince | République dominicaine - Porto Rico | 2-0       | Coupe caribéenne des nations 1999 (tour préliminaire)              |
| 7  | 26 mars 2008    | Bayamón        | Porto Rico - République dominicaine | 1-0 a. p. | Éliminatoires de la Coupe du monde 2010 (zone CONCACAF, 1er tour)  |
| 8  | 27 octobre 2012 | Les Abymes     | Porto Rico - République dominicaine | 1-3       | Coupe caribéenne des nations 2012 (qualifications)                 |
| 9  | 28 août 2016    | San Cristóbal  | République dominicaine - Porto Rico | 5-0       | Match amical                                                       |
| 10 | 30 août 2016    | Bayamón        | Porto Rico - République dominicaine | 0-1       | Match amical                                                       |

#### Bilan
Au 29 août 2018 :
- Total de matchs disputés : 10
- Victoires de la République dominicaine : 7
- Matchs nuls : 1
- Victoires de Porto Rico : 2
- Total de buts marqués par la République dominicaine : 22
- Total de buts marqués par Porto Rico : 8

## S

### Saint-Christophe-et-Niévès

#### Confrontations
Confrontations entre Porto Rico et Saint-Christophe-et-Niévès en matchs officiels :
|   | Date             | Lieu          | Match                                   | Score | Compétition                                                        |
| - | ---------------- | ------------- | --------------------------------------- | ----- | ------------------------------------------------------------------ |
| 1 | 23 mai 1993      | Kingston      | Saint-Christophe-et-Niévès - Porto Rico | 1-0   | Coupe caribéenne des nations 1993 (gr. A)                          |
| 2 | 5 mai 2001       | Basseterre    | Saint-Christophe-et-Niévès - Porto Rico | 2-0   | Match amical                                                       |
| 3 | 6 mai 2001       | Basseterre    | Saint-Christophe-et-Niévès - Porto Rico | 4-1   | Match amical                                                       |
| 4 | 26 octobre 2010  | Saint-Georges | Porto Rico - Saint-Christophe-et-Niévès | 0-1   | Coupe caribéenne des nations 2010 (qualifications)                 |
| 5 | 2 septembre 2011 | Basseterre    | Saint-Christophe-et-Niévès - Porto Rico | 0-0   | Éliminatoires de la Coupe du monde 2014 (zone CONCACAF, 2e tour)   |
| 6 | 7 octobre 2011   | Bayamón       | Porto Rico - Saint-Christophe-et-Niévès | 1-1   | Éliminatoires de la Coupe du monde 2014 (zone CONCACAF, 2e tour)   |
| 7 | 9 septembre 2018 | Basseterre    | Saint-Christophe-et-Niévès - Porto Rico | 1-0   | Ligue des nations de la CONCACAF 2019-2020 (tournoi de classement) |

#### Bilan
Au 29 août 2018 :
- Total de matchs disputés : 7
- Victoires de Porto Rico : 0
- Matchs nuls : 2
- Victoires de Saint-Christophe-et-Niévès : 5
- Total de buts marqués par Porto Rico : 2
- Total de buts marqués par Saint-Christophe-et-Niévès : 10

### Sainte-Lucie

#### Confrontations
Confrontations entre Porto Rico et Sainte-Lucie en matchs officiels :
|   | Date             | Lieu       | Match                     | Score | Compétition                                                      |
| - | ---------------- | ---------- | ------------------------- | ----- | ---------------------------------------------------------------- |
| 1 | 11 novembre 2011 | Gros Islet | Sainte-Lucie - Porto Rico | 0-4   | Éliminatoires de la Coupe du monde 2014 (zone CONCACAF, 2e tour) |
| 2 | 14 novembre 2011 | Bayamón    | Porto Rico - Sainte-Lucie | 3-0   | Éliminatoires de la Coupe du monde 2014 (zone CONCACAF, 2e tour) |

#### Bilan
Au 29 août 2018 :
- Total de matchs disputés : 2
- Victoires de Porto Rico : 2
- Matchs nuls : 0
- Victoires de Sainte-Lucie : 0
- Total de buts marqués par Porto Rico : 7
- Total de buts marqués par Sainte-Lucie : 0

### Saint-Martin

#### Confrontations
Confrontations entre Porto Rico et Saint-Martin en matchs officiels :
|   | Date             | Lieu           | Match                     | Score | Compétition                                        |
| - | ---------------- | -------------- | ------------------------- | ----- | -------------------------------------------------- |
| 1 | 4 octobre 2010   | Bayamón        | Porto Rico - Saint-Martin | 2-0   | Coupe caribéenne des nations 2010 (qualifications) |
| 2 | 9 septembre 2012 | Port-au-Prince | Porto Rico - Saint-Martin | 9-0   | Coupe caribéenne des nations 2012 (qualifications) |

#### Bilan
Au 29 août 2018 :
- Total de matchs disputés : 2
- Victoires de Porto Rico : 2
- Matchs nuls : 0
- Victoires de Saint-Martin : 0
- Total de buts marqués par Porto Rico : 11
- Total de buts marqués par Saint-Martin : 0

### Saint-Vincent-et-les-Grenadines

#### Confrontations
Confrontations entre Porto Rico et Saint-Vincent-et-les-Grenadines en matchs officiels :
|   | Date        | Lieu      | Match                                        | Score | Compétition                                                        |
| - | ----------- | --------- | -------------------------------------------- | ----- | ------------------------------------------------------------------ |
| 1 | 4 mai 1996  | Bayamón   | Porto Rico - Saint-Vincent-et-les-Grenadines | 1-2   | Éliminatoires de la Coupe du monde 1998 (zone CONCACAF - 1er tour) |
| 2 | 12 mai 1996 | Kingstown | Saint-Vincent-et-les-Grenadines - Porto Rico | 7-0   | Éliminatoires de la Coupe du monde 1998 (zone CONCACAF - 1er tour) |

#### Bilan
Au 29 août 2018 :
- Total de matchs disputés : 2
- Victoires de Porto Rico : 0
- Matchs nuls : 0
- Victoires de Saint-Vincent-et-les-Grenadines : 2
- Total de buts marqués par Porto Rico : 1
- Total de buts marqués par Saint-Vincent-et-les-Grenadines : 9

### Salvador

#### Confrontations
Confrontations entre Porto Rico et le Salvador en matchs officiels.
|   | Date            | Lieu         | Match                 | Score | Compétition                                               |
| - | --------------- | ------------ | --------------------- | ----- | --------------------------------------------------------- |
| 1 | 29 juillet 1984 | San Salvador | Salvador - Porto Rico | 5-0   | Coupe des nations de la CONCACAF 1985 (tour préliminaire) |
| 2 | 5 août 1984     | San Juan     | Porto Rico - Salvador | 0-3   | Coupe des nations de la CONCACAF 1985 (tour préliminaire) |

#### Bilan
Au 29 août 2018 :
- Total de matchs disputés : 2
- Victoires du Salvador : 2
- Matchs nuls : 0
- Victoires de Porto Rico : 0
- Total de buts marqués par le Salvador : 8
- Total de buts marqués par Porto Rico : 0

### Sint Maarten

#### Confrontations
Confrontations entre Porto Rico et Sint Maarten en matchs officiels :
|   | Date        | Lieu     | Match                     | Score | Compétition                               |
| - | ----------- | -------- | ------------------------- | ----- | ----------------------------------------- |
| 1 | 21 mai 1993 | Kingston | Porto Rico - Sint Maarten | 3-0   | Coupe caribéenne des nations 1993 (gr. A) |

#### Bilan
Au 29 août 2018 :
- Total de matchs disputés : 1
- Victoires de Porto Rico : 1
- Matchs nuls : 0
- Victoires de Sint Maarten : 0
- Total de buts marqués par Porto Rico : 3
- Total de buts marqués par Sint Maarten : 0

### Suriname

#### Confrontations
Confrontations entre Porto Rico et le Suriname en matchs officiels.
|   | Date             | Lieu         | Match                 | Score | Compétition                                           |
| - | ---------------- | ------------ | --------------------- | ----- | ----------------------------------------------------- |
| 1 | 26 novembre 2004 | San Fernando | Porto Rico - Suriname | 1-1   | Coupe caribéenne des nations 2005 (tour préliminaire) |

#### Bilan
Au 29 août 2018 :
- Total de matchs disputés : 1
- Victoires du Suriname : 0
- Matchs nuls : 1
- Victoires de Porto Rico : 0
- Total de buts marqués par le Suriname : 1
- Total de buts marqués par Porto Rico : 1

## T

### Trinité-et-Tobago

#### Confrontations
Confrontations entre Porto Rico et Trinité-et-Tobago en matchs officiels,.
|   | Date             | Lieu     | Match                          | Score | Compétition                                           |
| - | ---------------- | -------- | ------------------------------ | ----- | ----------------------------------------------------- |
| 1 | 9 mai 1949       | San Juan | Porto Rico - Trinité-et-Tobago | 2-8   | Match amical                                          |
| 2 | 11 mai 1949      | San Juan | Porto Rico - Trinité-et-Tobago | 0-7   | Match amical                                          |
| 3 | 25 octobre 1981  | San Juan | Porto Rico - Trinité-et-Tobago | 0-6   | Coupe caribéenne des nations 1981 (tour final)        |
| 4 | 24 novembre 2004 | Tunapuna | Trinité-et-Tobago - Porto Rico | 5-0   | Coupe caribéenne des nations 2005 (tour préliminaire) |
| 5 | 26 janvier 2008  | San Juan | Porto Rico - Trinité-et-Tobago | 2-2   | Match amical                                          |

#### Bilan
Au 29 août 2018 :
- Total de matchs disputés : 5
- Victoires de Trinité-et-Tobago : 4
- Matchs nuls : 1
- Victoires de Porto Rico : 0
- Total de buts marqués par Trinité-et-Tobago : 28
- Total de buts marqués par Porto Rico : 4

## V

### Venezuela

#### Confrontations
Confrontations entre Porto Rico et le Venezuela en matchs officiels :
|   | Date             | Lieu         | Match                  | Score | Compétition                                                   |
| - | ---------------- | ------------ | ---------------------- | ----- | ------------------------------------------------------------- |
| 1 | 26 décembre 1946 | Barranquilla | Venezuela - Porto Rico | 6-0   | Jeux d'Amérique centrale et des Caraïbes de 1946 (tour final) |
| 2 | 16 janvier 1959  | Caracas      | Venezuela - Porto Rico | 7-0   | Jeux d'Amérique centrale et des Caraïbes de 1959 (tour final) |
| 3 | 24 août 1962     | Kingston     | Venezuela - Porto Rico | 4-0   | Jeux d'Amérique centrale et des Caraïbes de 1962 (tour final) |

#### Bilan
Au 29 août 2018 :
- Total de matchs disputés : 3
- Victoires de Porto Rico : 0
- Victoires du Venezuela : 3
- Matchs nuls : 0
- Total de buts marqués par Porto Rico : 0
- Total de buts marqués par le Venezuela : 17